# شقایق شاخدار زرد
شقایق شاخدار زرد (نام علمی: Glaucium flavum) گلوسیوم فلاووم، نام یک گونه از تیره شقایقیان است.